# NOPLAT
NOPLAT (ang. Net Operating Profit Less Adjusted Tax) – zysk operacyjny netto skorygowany o podatek, zamiennie używa się nazwy wskaźnika NOPAT (ang. Net Operting Profit After Tax).
Choć przyjmuje się pełną zamienność NOPLAT i NOPAT, to jednak w przypadku NOPLAT podkreślane jest obciążenie zysku operacyjnego netto (EBIT) podatkiem zarówno w części bieżącej (podatek fiskalny), jak również w części odroczonej (podatek odroczony).
Wykorzystując zysk operacyjny netto bez brania pod uwagę płatności odsetkowych i amortyzacji, NOPLAT stanowi lepszy wskaźnik efektywności operacyjnej niż zysk netto.
W efekcie ta miara jest wyceną zysku, która nie obejmuje kosztów i korzyści podatkowych z finansowania dłużnego. Wpływ struktury kapitału firmy jest wyłączony z tego narzędzia pomiaru zysku poprzez usunięcie kosztów długu z obliczeń wskaźnika NOPLAT.
NOPLAT to zysk dostępny dla wszystkich interesariuszy, w tym dostawców długu, kapitału własnego, innych źródeł finansowania oraz dla akcjonariuszy.
Ogólnie rzecz biorąc, firma działająca efektywnie powinna mieć pozytywny NOPLAT. Wzrost NOPLAT może przełożyć się na wyższą cenę akcji dla spółki notowanej na giełdzie.

## Opis wskaźnika
Ponieważ podstawę stanowi zysk operacyjny netto, na ocenę efektywności operacyjnej przedsiębiorstwa za pomocą NOPLAT nie ma wpływu wielkość dźwigni, jaką ma firma, ani wartość długu jaki posiada w swoim bilansie, biorąc pod uwagę obsługę zadłużenia, czyli odsetek wykorzystywanych do finansowania zadłużenia, które negatywnie wpływają na wynik finansowy firmy i jednocześnie zmniejszają jej obciążenie podatkowe.
{\displaystyle NOPLAT=EBIT(1-T)}
gdzie:
- {\displaystyle EBIT} – zysk operacyjny przed opodatkowaniem;
- {\displaystyle T} – stopa podatku dochodowego

## Zastosowanie
NOPLAT jest szeroko stosowany w modelach fuzji i przejęć, zdyskontowanych przepływach pieniężnych DCF (ang. Discounted Cash Flow), wykupach lewarowanych LBO (ang. Leveraged Buy Out), ponieważ umożliwia obliczenie wolnych przepływów pieniężnych z inwestycji FCF (ang. Free Cash Flow), a także w obliczaniu wolnych przepływów pieniężnych dla właścicieli kapitału własnego i wierzycieli FCFF (ang. Free Cash Flow to Firm).
Korzystając z NOPLAT, analityk lub inwestor jest w stanie przyjrzeć się zyskom generowanym przez podstawową działalność firmy po odjęciu podatków dochodowych związanych z podstawową działalnością i dodaniu podatków, które spółka nadpłaciła w okresie rozliczeniowym.
Ponieważ NOPLAT minus koszt kapitału jest równy zyskowi ekonomicznemu firmy, NOPLAT jest również wykorzystywany do obliczania ekonomicznej wartości dodanej (EVA).

## Zalety
- dokładna miara wydajności operacyjnej przedsiębiorstwa,
- ma zastosowanie w licznych wskaźnikach finansowych,
- syntetyczny miernik, który informuje o sytuacji przedsiębiorstwa,
- łatwy w interpretacji zarówno przez finansistów, jak i osoby nieposiadające wiedzy finansowej,
- pozwala na porównanie efektów działalności przedsiębiorstw niezależnie od struktury ich kapitałów,